# Steppin' on Water
Steppin' on Water is het vijfde compilatiealbum van de Italiaanse singer-songwriter Elisa, uitgebracht in 2012.

## Achtergrondinformatie
Het album is bestemd voor de Amerikaanse markt en werd alleen uitgegeven in de Verenigde Staten, Canada en Mexico. Het bevat enkele nummers van de soundtrack van de film Someday This Pain Will Be Useful to You, enkele nummers uit Ivy, de Engelstalige versies van Gli ostacoli del cuore (So Much of Me) en Eppure sentire (un senso di te) (One Step Away), en een live opname van Dancing.

## Nummers
| Nr. | Titel                                        | Schrijver(s)                                    | Origineel album                                         | Duur |
| --- | -------------------------------------------- | ----------------------------------------------- | ------------------------------------------------------- | ---- |
| 1.  | Love Is Requited                             | Michele von Büren • Andrea Guerra               | Someday This Pain Will Be Useful to You                 | 3:39 |
| 2.  | Apologize                                    | von Büren • Guerra                              | Someday This Pain Will Be Useful to You                 | 2:46 |
| 3.  | Fresh Air                                    | Elisa Toffoli                                   | Ivy                                                     | 3:11 |
| 4.  | So Much of Me                                | Luciano Ligabue • von Büren                     | Caterpillar (Italiaanse versie)                         | 4:19 |
| 5.  | Nostalgia (radioversie)                      | Toffoli • Andrea Rigonat                        | Ivy                                                     | 3:28 |
| 6.  | Lullaby                                      | Toffoli                                         | Ivy                                                     | 4:11 |
| 7.  | One Step Away                                | Paolo Buonvino • Toffoli                        | Soundtrack '96 - '06: Greatest Hits (Italiaanse versie) | 3:42 |
| 8.  | Forgiveness (akoestische versie)             | Toffoli                                         | Ivy                                                     | 4:26 |
| 9.  | Just As One                                  | von Büren • Guerra                              | Someday This Pain Will Be Useful to You                 | 3:50 |
| 10. | I Never Came (Queens of the Stone Age-cover) | Joey Castillo • Joshua Homme • Troy Van Leeuwen | Ivy                                                     | 4:25 |
| 11. | Dancing (live)                               | Toffoli                                         | Then Comes the Sun                                      | 5:23 |

## Hitlijsten
De single Love Is Requited bereikte nummer 49 in de Italiaanse hitlijsten.
Singles
- Love Is Requited (2011)

## Videoclips
- Love Is Requited (2011) - Regisseur: Milena Canonero & Loris Lai